# 刺株小苦荬
刺株小苦荬（学名：Ixeridium aculeolatum）为菊科小苦荬属的植物，为中国的特有植物。分布于中国大陆的西藏等地，目前尚未由人工引种栽培。